# Чистяков, Виктор Валентинович
Виктор Валентинович Чистяков (род. 9 февраля 1975 года, Москва, СССР) — российский и австралийский легкоатлет, специализировавшийся в прыжках с шестом. Участник двух Олимпиад (1996, 2000). Чемпион Австралии 1999 года. Чемпион России 2009 года.

## Биография и карьера
Родился в семье спортсменов: отец — Валентин Чистяков, мать — Наталья Печёнкина.
Дебютировал на международной арене в 1993 году. В 1997 году вместе с женой Татьяной Григорьевой переехал в Австралию. С 1999 года получил разрешение на выступление под новым национальным флагом.
В 2006 году вернулся в Россию. С 2007 года получил разрешение на выступление за родную страну. В ноябре 2008 года женился на бегунье Анне Альминовой. Завершил спортивную карьеру в 2011 году.

## Основные результаты

### Международные
| Год       | Соревнования                      | Место проведения          | Результат | Дисциплина | Показатель |
| Россия    | Россия                            | Россия                    | Россия    | Россия     | Россия     |
| --------- | --------------------------------- | ------------------------- | --------- | ---------- | ---------- |
| 1993      | Чемпионат Европы среди юниоров    | Сан-Себастьян, Испания    | 3         | шест       | 5,35 м     |
| 1994      | Чемпионат мира среди юниоров      | Лиссабон, Португалия      | 1         | шест       | 5,60 м     |
| 1995      | Всемирные военные игры            | Рим, Италия               | 2         | шест       | 5,50 м     |
| 1996      | Чемпионат Европы в помещении      | Стокгольм, Швеция         | 2         | шест       | 5,80 м     |
| 1996      | Летние Олимпийские игры           | Атланта, США              | 18 (q)    | шест       | 5,60 м     |
| 1998      | Игры доброй воли                  | Нью-Йорк, США             | 7         | шест       | 5,40 м     |
| Австралия |                                   |                           |           |            |            |
| 1999      | Чемпионат мира                    | Севилья, Испания          | —         | шест       | DNS        |
| 2000      | Летние Олимпийские игры           | Сидней, Австралия         | 5         | шест       | 5,80 м     |
| 2001      | Чемпионат мира                    | Эдмонтон, Канада          | 10        | шест       | 5,75 м     |
| 2001      | Игры доброй воли                  | Брисбен, Австралия        | 6         | шест       | 5,60 м     |
| 2002      | Игры Содружества                  | Манчестер, Великобритания | 4         | шест       | 5,50 м     |
| 2002      | Кубок мира IAAF                   | Мадрид, Испания           | 9         | тройной    | 14,96 м    |
| 2002      | Финал Гран-при IAAF               | Париж, Франция            | 6         | шест       | 5,55 м     |
| 2003      | Чемпионат мира в помещении        | Бирмингем, Великобритания | 6         | шест       | 5,60 м     |
| 2003      | Чемпионат мира                    | Париж, Франция            | 11        | шест       | 5,60 м     |
| Россия    |                                   |                           |           |            |            |
| 2009      | Чемпионат Европы в помещении      | Турин, Италия             | 14 (q)    | шест       | 5,40 м     |
| 2009      | Чемпионат мира                    | Берлин, Германия          | 10        | шест       | 5,50 м     |
| 2009      | Всемирный легкоатлетический финал | Салоники, Греция          | 4         | шест       | 5,50 м     |

### Национальные
| Год  | Соревнования                 | Место проведения | Результат | Высота |
| ---- | ---------------------------- | ---------------- | --------- | ------ |
| 1995 | Чемпионат России в помещении | Волгоград        | 3         | 5,75 м |
| 1996 | Чемпионат России             | Санкт-Петербург  | 3         | 5,80 м |
| 2007 | Чемпионат России             | Тула             | 8         | 5,50 м |
| 2009 | Чемпионат России в помещении | Москва           | 3         | 5,60 м |
| 2009 | Чемпионат России             | Чебоксары        | 1         | 5,70 м |
| 2010 | Чемпионат России в помещении | Москва           | 3         | 5,60 м |